# Himna Estonske Sovjetske Socijalističke Republike
"Himna Estonske Sovjetske Socijalističke Republike" (est.: "Eesti Nõukogude Sotsialistliku Vabariigi hümn") bila je regionalna himna Estonske Sovjetske Socijalističke Republike od 20. srpnja 1945. do 8. svibnja 1990. godine. Izvorni tekst himne izmijenjen je 21. srpnja 1956. godine kako bi se izbacilo spominjanje Staljina. „Himna Estonske Sovjetske Socijalističke Republike” izašla je iz uporabe nakon obnove estonske suverenosti 1990. godine. 
Dana 3. veljače 1944. godine, Prezidij Vrhovnog sovjeta izdao je dekret naziva „O državnim himnama sovjetskih republika”, koji je svakoj saveznoj republici propisao imati vlastitu himnu. Estonija je svoju himnu predstavila u svibnju 1944. godine. Tekst je napisao Johannes Semper, dok je melodiju skladao Gustav Ernesaks. Estonska je himna bila samo jedna od tri republičke himne (druge dvije su one Karelo-Finske i Gruzijske SSR) u kojima se nisu spominjali Rusi. Himna je službeno usvojena 20. srpnja 1945. godine. Nakon Staljinove smrti i početka destaljinizacije, treća kitica izvornoga teksta promijenjena je kako bi se izbacilo spominjanje Staljina. 
Nakon obnove estonskoga suvereniteta 1990., odnosno 1991. godine, „Himna Estonske SSR” stavljena je izvan uporabe, a vraćena je izvorna estonska himna, Mu isamaa, mu õnn ja rõõm. Izvođenje te himne bilo je zabranjeno i kažnjivo za vrijeme Sovjetskoga Saveza.

## Vanjske poveznice
- Instrumental recording in MP3 format (Full version)
- Instrumental recording in MP3 format (Short version)
- Estonian SSR Anthem 1945(Eesti NSV Hümn)
- MIDI file
- Vocal recording in MP3 format
- Lyrics - nationalanthems.info  Arhivirana inačica izvorne stranice od 27. svibnja 2008. (Wayback Machine)